# Júnior Rocha
Dilceu Rocha Júnior, mais conhecido como Júnior Rocha (São Leopoldo, 21 de abril de 1981), é um técnico e ex-futebolista brasileiro com que atuava como atacante. Atualmente, treina o Caxias.

## Carreira
De 2013 a 2015, dirigiu o Luverdense, sendo o maior treinador da história do clube nos 10 primeiros anos, tendo levado o time à Série B, conquistou o estadual e também a copa verde.
No dia 7 de dezembro de 2017 é anunciado como novo comandante do Santa Cruz para 2018 com a missão de tirar o clube da Série C.
No dia 16 de abril de 2018 deixou o Santa Cruz e fechou com o CRB para comandar o time alagoano na copa do nordeste e no campeonato brasileiro da série B de 2018. Foi demitido do CRB após comandar o clube em 15 jogos: perdeu 6, empatou 5 e venceu somente 4 partidas, onde o aproveitamento foi de 37,7%.
Em 02 de maio de  2024 foi contratado pelo Guarani para comandar o clube na Série B. Em 09 de junho de 2024 foi demitido após 5 jogos sem vitória. Ao todo foram 7 jogos, uma vitória, um empate e cinco derrotas,  com 19% de aproveitamento.

### Ferroviária
Em 20 de julho de 2024 foi contratado pela Ferroviária para comandar o clube na Série C.

## Títulos

### Como Treinador
Luverdense
- Campeonato Mato-Grossense: 2016
- Copa Verde: 2017

Figueirense
- Recopa Catarinense: 2022

### Como Jogador
15 de Novembro
- Campeonato do Interior Gaúcho: 2005

Luverdense
- Campeonato Mato-Grossense: 2009